# Heteralonia mira
Heteralonia mira är en tvåvingeart som beskrevs av Greathead 2000. Heteralonia mira ingår i släktet Heteralonia och familjen svävflugor.
Artens utbredningsområde är Namibia. Inga underarter finns listade i Catalogue of Life.